# Palaquium bourdillonii
Palaquium bourdillonii là một loài thực vật thuộc họ Sapotaceae. Đây là loài đặc hữu của Ấn Độ. Chúng hiện đang bị đe dọa vì mất môi trường sống.